# El Jaralillo, Michoacán de Ocampo
El Jaralillo är en ort i Mexiko.   Den ligger i kommunen Zinapécuaro och delstaten Michoacán de Ocampo, i den södra delen av landet, 160 km väster om huvudstaden Mexico City. El Jaralillo ligger 2 446 meter över havet och antalet invånare är 214.
Terrängen runt El Jaralillo är huvudsakligen kuperad, men den allra närmaste omgivningen är platt. Runt El Jaralillo är det ganska tätbefolkat, med 104 invånare per kvadratkilometer. Närmaste större samhälle är Acámbaro, 17,1 km nordväst om El Jaralillo. I omgivningarna runt El Jaralillo växer huvudsakligen savannskog.